# Megaselia incostans
Megaselia incostans är en tvåvingeart som först beskrevs av Santos Abreu 1921.  Megaselia incostans ingår i släktet Megaselia och familjen puckelflugor. Inga underarter finns listade i Catalogue of Life.